# Roman Halter
Pour les articles homonymes, voir Halter.
Roman Halter (1927-2012) est un peintre écrivain et architecte polonais et survivant de l'Holocauste.

## Biographie
Il est né le 7 juillet 1927 à Chodecz. Sa famille est juive polonaise, ses parents parlaient yiddish à la maison. A Chodecz, en 1939, quand l'Armée allemande pénètre dans la commune, il y avait 800 juifs. En 1940, il est envoyé dans un camp de travail hors de la commune et puis avec 360 juifs de la commune ils sont envoyés au Ghetto de Łódź. En 1942, son père et son grand-père décèdent de malnutrition.
En 1944, le Ghetto de Łódź est liquidé et les 2 000 derniers habitants sont envoyés au camp de concentration d'Auschwitz.
En 1945, il est détenu au camp de concentration d'Auschwitz. Il participe à la marche de la mort.
À la fin de la Seconde Guerre mondiale il se réfugie à Dresde et part plus tard en Angleterre. Il s'installe à Londres puis à Cambridge, où il étudie l'architecture. Il se marie avec Susan et auront trois enfants.
En 1973, après 30 ans, il décide de peindre ce qu'il a vu.
Il décède le 30 janvier 2012 à l'âge de 84 ans.